# Очуша
Очуша е село в Западна България. То се намира в Община Костенец, Софийска област.

## География
Село Очуша се намира в планински район. Състои се от шест махали, разположени по южния склон на Черни рид — най-високата част на Ихтиманска Средна гора. Най-високият връх на Черни рид е 1272 метра. От селото се открива прекрасна гледка към Рила, ясно се виждат пистите на Боровец и връх Мусала.
Селото се състои от махалите Каменчанци, Кулевци, Шатърци, Шехтовци, Мартинци и Кьосевци. Те са разположени в този ред от изток на запад. До него може да се стигне през град Костенец и село Пчелин или през Долна Баня. Пътят върви покрай река Очушница — ляв приток на Марица. Той е асфалтиран до Мартинската махала, където е кметството. Разстоянията от Мартинци са: 88 км до София, 20 км до Костенец, 13 км до Пчелин, 18 км до Долна баня, 32 км до Боровец.

## История
Преди години с. Очуша е било цяло, но настава чума и по-големите родове се разделят за да не се разпространи чумата (тогава тази болест е била неизлечима). И така родовете се раздалечават на голямо разстояние. Името на всяка махала идва от името на рода, който живеел там. Оттогава махалите не са събирани те са отделени на разстояние.
От Очуша произхожда известният съвременен бизнесмен Валентин Захариев.

## Културни и природни забележителности
В селото има църква „Вси Светих“, в която се пазят икони от 19 век. Наблизо е Очушки манастир „Свети пророк Илия“.
Заобикалящата природа е уникално забележителна. Всеки сезон там е удивителен. През зимата гората и полетата изобилстват от животни. Най-често се срештат диви прасета, зайци, мечки и вълци. През лятото има изключително разнообразие-насекоми, птици, полски мишки, диви прасета, зайци, катерици и др. Освен богатия животински, областта разполага и с равностойно разнообразен растителен свят. Местността е и изключително плодовита. Изобилства от различни дървета (бук, дъб, леска, диви череши, сливи, орехи, ябълки и т.н.), храсти (къпини, малини, ягоди и шипки), както и много полезни билки.

## Редовни събития
Празникът на селото е на Еньовден – 24 юни. На тази дата (или в най-близкия неделен ден до нея) се прави събор в централната махала на селото — Мартинци.
На Илинден в манастира „Свети пророк Илия“ има събор с курбан.

## Галерия
- Махала на Очуша
- Махала на Очуша
- Стопански постройки на бившето ТКЗС
- Местно българско овчарско куче
- Мемориална плоча за акция на Ихтиманския партизански отряд
- Мемориална плоча за Юнското въстание
- Изглед към църквата „Вси Светих“ откъм външната порта